# Fuga in Francia
Fuga in Francia è un film neorealista del 1948 diretto da Mario Soldati, che racconta il tentativo di un criminale di guerra italiano di rifugiarsi in Francia.

## Trama
Riccardo Torre, un ex gerarca fascista condannato a morte in Italia per crimini di guerra, cerca di espatriare in Francia per sfuggire alla giustizia italiana. Dopo un infruttuoso tentativo di raggiungere la Francia in aeroplano, progetta di entrarvi clandestinamente attraverso un valico dell'alta Val di Susa. L'uomo è braccato: i quotidiani danno in prima pagina la notizia della sua fuga corredata di foto e dall'informazione di una ingente taglia (1 milione di lire) destinata a chi desse informazioni utili alla cattura. Travestito da prete si reca al collegio «Carlo Alberto» di Moncalieri per chiedere denaro e abiti civili al rettore, suo amico d'infanzia. Viene tuttavia riconosciuto da suo figlio Fabrizio, un bambino di circa 10 anni allievo del collegio, il quale chiede al padre di portarlo con sé. L'ex gerarca acconsente alla richiesta del figlio ritenendo che la presenza di un bambino, diminuendo i sospetti che potrebbe suscitare un viaggiatore solitario, possa favorire la fuga.
Padre e figlio raggiungono di sera Oulx, nei pressi del confine francese e si recano in un modesto albergo dove sono ospitati tre giovani italiani che vorrebbero recarsi clandestinamente in Francia: Gino, suo fratello Tembien, operaio antifascista, e un suonatore di fisarmonica detto "il Tunisino". L'ex gerarca, dopo essersi tagliato la barba per attenuare la somiglianza con le sue foto diffuse attraverso la stampa, si presenta agli altri ospiti dell'albergo come l'«ingegner De Rossi». Padre e figlio sono tuttavia riconosciuti dalla cameriera dell'albergo, Pierina, già loro domestica a Roma. Più tardi Riccardo Torre, temendo che Pierina possa denunciarlo, sgozza la giovane lasciando dei segni che possano far accusare dell'omicidio Gino, il giovane amante della cameriera. Riccardo Torre, presentandosi come un imprenditore in difficoltà economiche, si unisce, insieme col figlio, ai tre giovani che tentano di espatriare clandestinamente in Francia in cerca di lavoro.

La comitiva nelle vicinanze del confine transalpino.

Una tormenta di neve costringe i viandanti a rifugiarsi in una casermetta. Il Tunisino inizia a cantare la canzone napoletana Comme facette mammeta, accompagnandosi con la fisarmonica, quando la sua attenzione viene attratta da un foglio di giornale in cui compare la foto del fuggiasco. Fra il Tunisino e l'ex gerarca inizia una contrattazione allusiva fatta attraverso le parole della canzone. Gino e Tembien, insospettiti, si impadroniscono del giornale e dalla foto riconoscono anch'essi nel loro compagno di fuga il criminale di guerra. I tre decidono di consegnare l'ex gerarca ai carabinieri; Riccardo Torre però simula una distorsione al collo del piede e l'impossibilità a camminare; Gino e Tembien si allontanano alla ricerca di legno per creare una barella, portando con loro il piccolo Fabrizio, mentre il Tunisino, armato, viene lasciato a guardia di Riccardo Torre. Costui riesce tuttavia a corrompere il Tunisino e a convincerlo a recarsi insieme in Francia. I due vengono però rintracciati da Gino e Tembien, seguiti dal bambino. Riccardo Torre, che si era impossessato della pistola del Tunisino, decide di uccidere i tre giovani; ma il piccolo Fabrizio si unisce ai tre. Segue una colluttazione durante la quale Riccardo Torre ferisce con un colpo di pistola il figlioletto e poi si dà alla fuga. L'ex gerarca verrà catturato più tardi dalla polizia francese nei pressi dell'autoambulanza, nella quale era stato raccolto il bambino, e alla quale si era avvicinato per vedere cosa fosse successo. Il piccolo Fabrizio verrà adottato da Tembien.

## Produzione

Rosi Mirafiore in una scena; l'attrice reciterà soltanto in un'altra pellicola: Cronaca di un amore del 1950 diretta da Michelangelo Antonioni.

Il film fu prodotto da Carlo Ponti il quale aveva avuto anche l'ispirazione del soggetto dopo aver letto su un giornale la notizia della fuga in Francia di un gerarca fascista. Mario Soldati non fu tuttavia del tutto contento della produzione affermando fra l'altro che, per motivi economici, Ponti non aveva permesso agli sceneggiatori neanche la possibilità di visitare i luoghi dove si sarebbe svolta l'azione.

## Critica
Il film non raccolse giudizi positivi: nell'immediato dopoguerra Mario Soldati era giudicato "calligrafo", un autore molto sensibile ai problemi formali ma non a quelli dell'impegno politico. Col tempo il giudizio sul film è mutato. Nel 2006 è stata ultimata dalla Cineteca Nazionale la versione restaurata del film, proiettata alla 63ª Mostra internazionale d'arte cinematografica di Venezia (2006). Conclude Paolo Mereghetti:
(Paolo Mereghetti, "Fuga in Francia", I dvd del Corriere della Sera, Bianco e nero all'italiana, 2009)
Il tema del passaggio clandestino in Francia attraverso i valichi innevati di montagna sarà ripreso da Pietro Germi nel film neorealista Il cammino della speranza (1950).

## Incasso
Incasso accertato a tutto il 31 dicembre 1952, Lit. 63.750.000.